# Вулиця Героя України Олексія Скоблі
Вулиця Олексія Скоблі розташована у центральній частині міста, пролягає вздовж залізниці від вул. Кам'янецької до І. Франка.
Прокладена на початку XX ст., в 1911 р. отримала назву Ейлеровська — на честь подільського губернатора О. Ейлера. В 1935 р. перейменована на честь Олександра Пушкіна. У 2022 році перейменована на честь Героя України Олексія Скоблі.

## Галерея

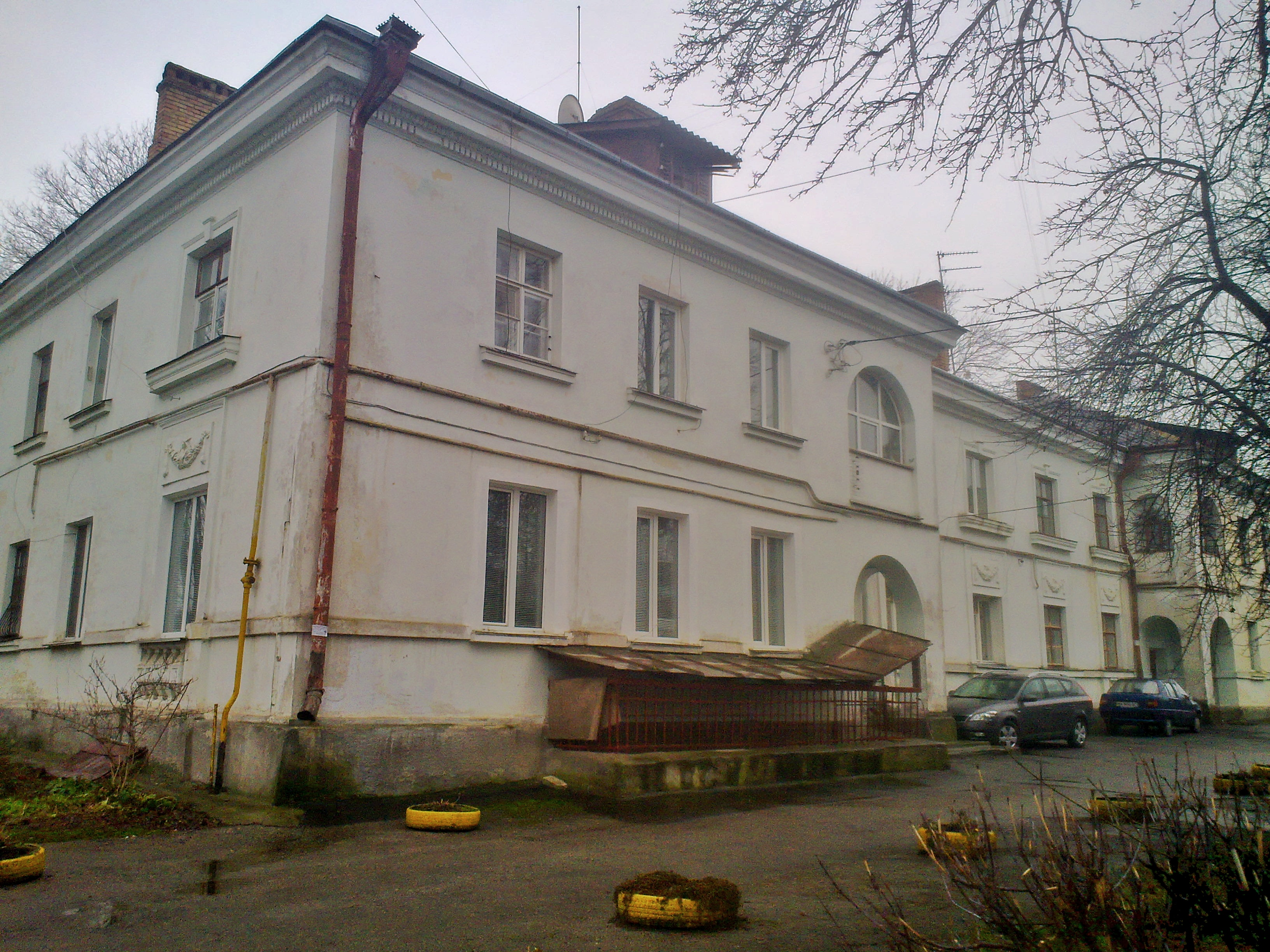
Вулиця Олексія Скоблі, 13
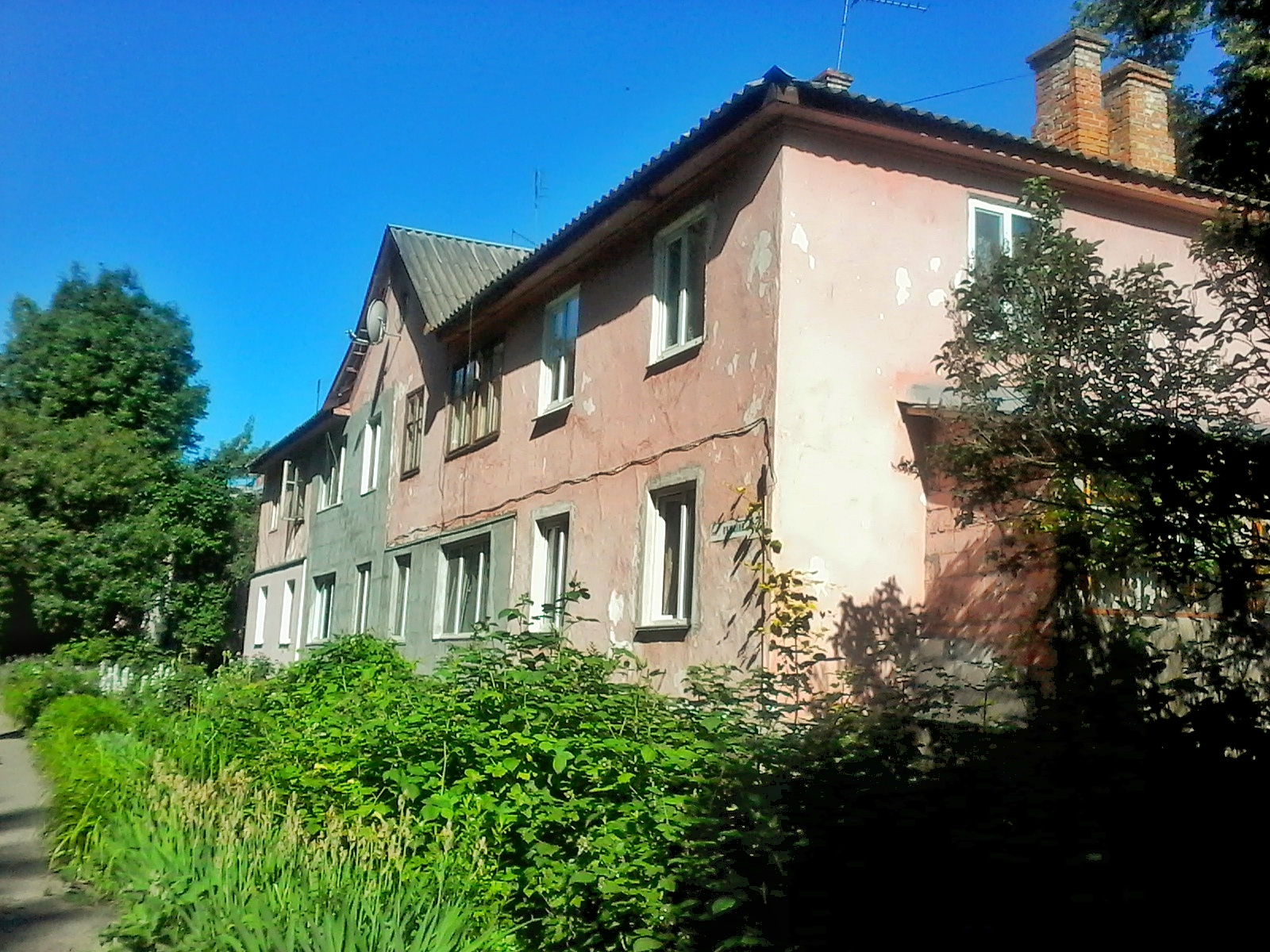
Старий двоповерховий житловий будинок
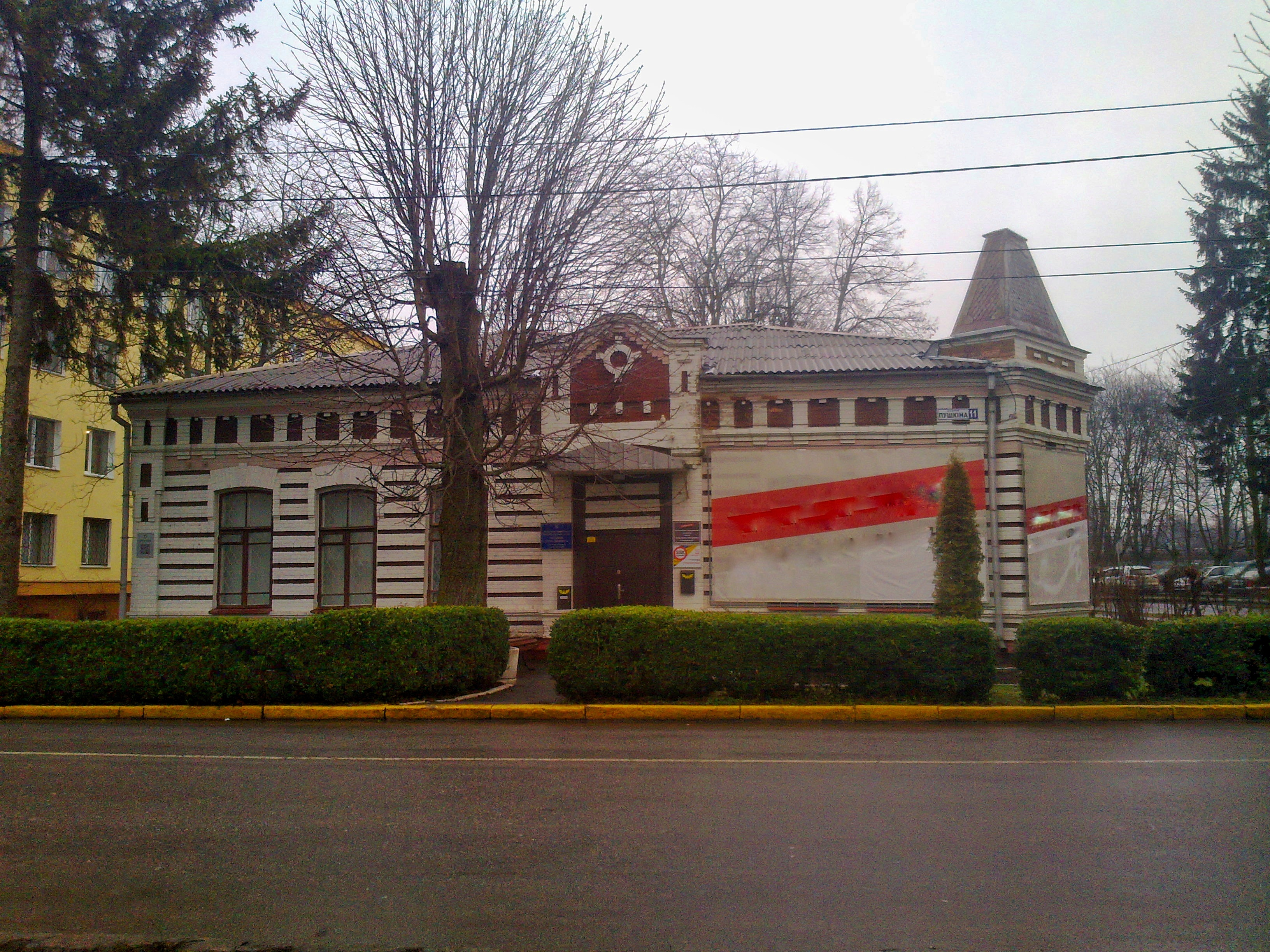
Провулок Олексія Скоблі, 11